# Textbuch 11. In gereinigter Sprache
Textbuch 11. In gereinigter Sprache ist das letzte veröffentlichte Textbuch von Helmut Heißenbüttel (1921–1996). Es erschien im Jahr 1987 im Klett-Cotta-Verlag, Stuttgart.
Heißenbüttel knüpft mit dem Textbuch 11 noch einmal an seine vorherigen Textbücher an, die voller „Textcollagen und Sprachspielereien“ sind.
In den Textbüchern hebt er die üblichen grammatikalischen Strukturen auf und kombiniert Reihungen und Bruchstücke, indem er sie additiv aneinander reiht. Die Textbücher Heißenbüttels bestehen aus einer Textsammlung, das heißt, sie sind aus verschiedenen Texten zusammengesetzt. Mit dem Begriff „Text“ versucht Heißenbüttel darauf hinzuweisen, dass er nicht mehr zwischen Poesie und Prosa unterscheidet, sondern diese literarischen Gattungsunterschiede aufhebt und seine Textbücher als eine „offene Literatur“ versteht. Diese Literatur setzt sich nach ihm nicht mehr aus Meinungen, Empfindungen und Bildern zusammen, sondern besteht aus einfachen Sprachschemata unterschiedlicher Bereiche.
Mittels dieser Sprachfloskeln dokumentiert er die Inhaltsleere der Sprache der damaligen Zeit.

## Zum Werk
In diesem Buch erreicht die Kunst Heißenbüttels seinen Höhepunkt, indem er  Textelemente der literarischen Tradition auswählt, sie bricht und uminterpretiert. Es entstehen Satz-
kombinationen, die aus Traumsequenzen, Erinnerungsfetzen, poetologischen Notizen, Erkenntnissekunden oder Naturbildern stammen. Aber auch private Erinnerungen nehmen in dem Textbuch Gestalt an, wie Stenogramme von einem Gastdozenten-Aufenthalt in Warwick, Schlagreime und sexuelle Phantasien, sowie spöttische Deklinationen. Heißenbüttels Aneinanderreihung  und seine verfremdenden Elemente werden jedoch immer wieder von der wichtigsten Figur des Prosa, dem Zitat, durchzogen.

## Texte im Werk
(aufgestellt getreu dem Inhaltsverzeichnis)
- sie Mutter Waschküche
- R R
- Tintenarano
- in Bornemanns Haus
- Warwick lesson
- Heinrich überhebt sich
- lesson on method
- ent
- Schlager mit Schlegel
- Zeit gestohlen
- Legende
- Vorstellungskur
- Phlogeons Traum

## Rezension
Zu diesem Werk von Helmut Heißenbüttel liegt sehr wenig Sekundärliteratur vor. Eine Rezension von Lutz Hagestedt, in der kurz zu drei veröffentlichten Werken Heißenbüttels Stellung genommen wird, erschien jedoch im Februar 1988 in der Süddeutschen Zeitung.

### Lutz Hagestedt: Textbuch 11
Das Textbuch 11 ist aus einzelnen Kapiteln aufgebaut, die sich mehr oder weniger selbstständig hintereinander reihen. Jedoch unterscheiden sich diese Kapitel. Nach dem Besuch in „Bornemans Haus“ schreibt er auf drei Seiten „recht müder Arno-Schmidt-Kalauer“ („Arnos Mondmetaphern“, „Arno ist meta fern“, „Arno isst“ etc.). Weiter kommt es dann zu „eigenwilligen Porträts“ von der englischen Grafschaft Warwick („Warwick lesson“) und von dem amerikanischen Dichter John Berryman. In dem Kapitel „lesson on method“ scheint es, als würde Heißenbüttel seine Methode der Textbücher erläutern wollen und versuchen, sie damit zugleich graphisch-visuell darzustellen („Interesse merkwürdiger Worte zu sammeln/ ungewöhnliche Zwischenräume frei fließende Interpunktionen (…) / auch wenn er für seine Wörter verantwortlich ist, ist er es nicht“ etc.).
Heißenbüttel hat diesem Textbuch darüber hinaus auch wieder seine eigene Handschrift aufgesetzt. Er hat in dem Werk von jeglicher Art von Interpunktionen abgesehen sowie die einzelnen Zitate und Fragmente aneinandergereiht. Lediglich die einzelnen Texte sind durch Überschriften voneinander abgegrenzt. Der Gewinn Heißenbüttels, den er durch seine Technik erzielt, indem er auf Interpunktionen verzichtet und somit die Satzgrenzen offen lässt, wird durch eine häufig entstehende syntaktische Konstruktion („Apokoinu“) erreicht. Durch sie kann ein Satz oder ein Satzfragment sowohl auf den vorherigen, als auch auf den nachfolgenden Text bezogen werden: „die Sätze werden vieldeutig“.